# Kendall Velox
Kendall Velox (né le 18 août 1971 à Kingstown à Saint-Vincent-et-les-Grenadines) est un joueur de football international vincentais, qui évoluait au poste d'attaquant et de milieu de terrain.

## Biographie

### Carrière en club
Kendall Velox joue dans le championnat de Saint-Vincent-et-les-Grenadines, dans le championnat de Trinité-et-Tobago, et dans le championnat du Liban.

### Carrière en sélection
Kendall Velox reçoit 63 sélections avec l'équipe de Saint-Vincent-et-les-Grenadines entre 1992 et 2008, inscrivant 15 buts.
Il joue son premier match en compétition officielle le 22 mars 1992, contre Sainte-Lucie, et son dernier le 20 juin 2008, contre le Canada.
Il participe avec cette équipe à la Gold Cup 1996 organisée aux États-Unis. Lors de cette compétition, il joue un match contre le Mexique.
Il participe également aux éliminatoires du mondial 1994, aux éliminatoires du mondial 1998, aux éliminatoires du mondial 2002, aux éliminatoires du mondial 2006, et enfin aux éliminatoires du mondial 2010. Il dispute un total de 34 matchs lors de ces éliminatoires, inscrivant cinq buts.

## Palmarès
Caledonia AIA
| - Championnat de Trinité-et-Tobago : - Vice-champion : 1998. - Coupe de Trinité-et-Tobago (1) : - Vainqueur : 2008. |  | - Coupe Pro Bowl de Trinité-et-Tobago (1) : - Vainqueur : 2008. - Finaliste : 2009. - CFU Club Championship : - Finaliste : 1998. |

| Joe Public - Coupe de Trinité-et-Tobago (1) : - Vainqueur : 2001. - Finaliste : 1999. |  | Nejmeh - Supercoupe du Liban (1) : - Vainqueur : 2000. |

| - Championnat de Trinité-et-Tobago (1) : - Champion : 2004. - Coupe de Trinité-et-Tobago (1) : - Vainqueur : 2003. - Finaliste : 2006. |  | - Coupe Goal Shield de Trinité-et-Tobago (1) : - Vainqueur : 2010. |